# الانفصال في الولايات المتحدة

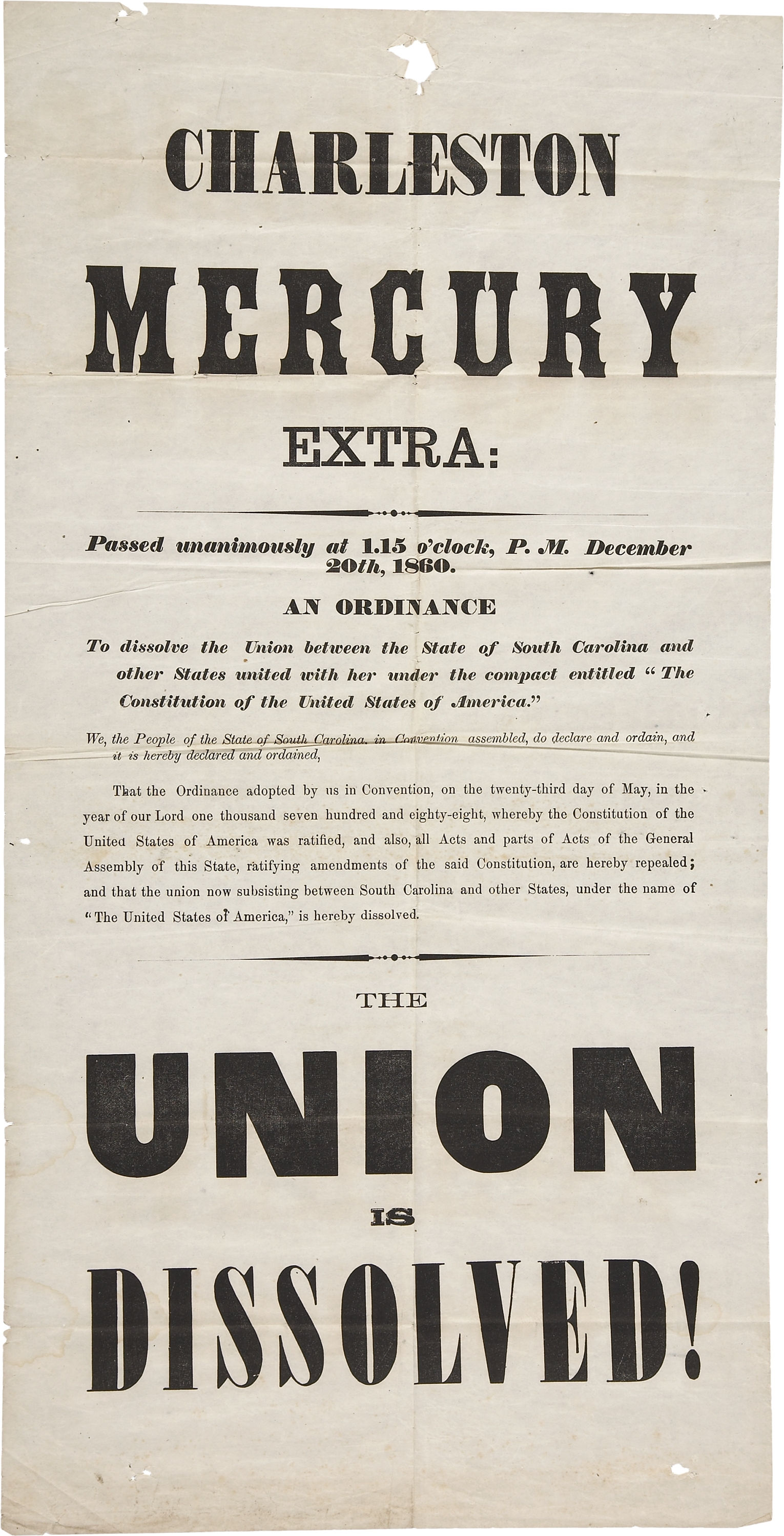
الانفصال في الولايات المتحدة

الانفصال في الولايات المتحدة يمكن أن يشير إلى الانفصال ولاية عن الولايات المتحدة، انفصال جزء من الدولة من هذه الدولة لتشكيل دولة جديدة، وقد جرت محاولات في أو طموحات الانفصال عن الولايات المتحدة وكانت سمة من سمات السياسة في أمريكا منذ ولادته. وقد جادل بعض عن الحق الدستوري بهذا الأمر..

## محولات جدية وعسكرية لانفصال
هزمت حركة واحدة الانفصال في الحرب الأهلية الأمريكية في 1860-1861، وتحاربت أمريكا مع الولايات الكونفدرالية الأمريكية. وخسرت الحرب الولايات الكونفدرالية الأمريكية في عام 1865 وانظمت إلى الوالايات المتحدة بعد خسارته

## شرعية الانفصال الأحادي المتنازع عليها
لا يذكر الدستور الانفصال بشكل مباشر. وقد كانت شرعية الانفصال محل نقاش ساخن في القرن التاسع عشر. على الرغم من أن الحزب الفيدرالي استكشف لفترة وجيزة انفصال نيو إنجلاند خلال حرب عام 1812، إلا أن الانفصال أصبح مرتبطًا بالولايات الجنوبية مع تزايد القوة الصناعية في الشمال. لقد فسرت المحكمة العليا الدستور باستمرار على أنه اتحاد "غير قابل للتدمير". ينص النظام الأساسي للاتحاد صراحة على أن الاتحاد "دائم". يعلن دستور الولايات المتحدة أن هدفه هو تشكيل "اتحاد أكثر كمالا" من النظام الأساسي للاتحاد. يشير باحثون آخرون، رغم أنهم لا يختلفون بالضرورة على أن الانفصال كان غير قانوني، إلى أن السيادة غالبًا ما تكون في الواقع مسألة "خارجة عن القانون". لو انتصرت الكونفدرالية، لكان أي عدم شرعية لأفعالها بموجب قانون الولايات المتحدة قد أصبح غير ذي صلة، تمامًا كما أصبحت عدم شرعية التمرد الأمريكي بلا منازع بموجب القانون البريطاني لعام 1775 غير ذات صلة. وهكذا، يرى هؤلاء الباحثون أن عدم شرعية الانفصال الأحادي الجانب لم يكن راسخًا بحكم الأمر الواقع حتى انتصر الاتحاد في الحرب الأهلية؛ ومن هذا المنطلق، تم حل المسألة القانونية في أبوماتوكس.

## الاقتراع
أظهر استطلاع أجرته مؤسسة زغبي الدولية في سبتمبر 2017 أن 68% من الأمريكيين منفتحون على انفصال الولايات الأمريكية.
وجد استطلاع عام 2021 أن 52% من ناخبي ترامب و41% من ناخبي بايدن يؤيدون تقسيم الولايات المتحدة إلى دول متعددة على أساس خطوط الحزب السياسي. وفي استطلاع آخر أجري في نفس العام، صنف الولايات المتحدة إلى خمس مناطق جغرافية، ووجد أن 37% من الأمريكيين يفضلون انفصال منطقتهم. فقد فضل 44% من الأميركيين في الجنوب الانفصال، بينما بلغ دعم الجمهوريين 66%؛ بينما بلغت نسبة تأييد الديمقراطيين 47% في دول المحيط الهادئ.